# Ганбатын Болдбаатар
Ганбатын Болдбаатар (род. 3 января 1987, Монголия) — монгольский дзюдоист, чемпион Азии, призёр летних Азиатских игр, чемпион и призёр чемпионатов мира, Заслуженный спортсмен Монголии (2014).

## Карьера
Родился 3 января 1987 года. Выступает в суперлёгкой весовой категории (до 60 кг). В 2006 году стал победителем первенства Азии среди юниоров. Победитель и призёр престижных международных турниров. В 2009 году стал чемпионом Азии. В 2014 году стал серебряным призёром Летних Азиатских игр в Инчхоне и чемпионом мира на чемпионате мира в Челябинске. На чемпионате мира 2015 года в Астане стал бронзовым призёром в командных соревнованиях, а на чемпионате 2017 года в Будапеште — бронзовым призёром в личном зачёте.